# Harry Osborn
Harold "Harry" Osborn er en fiktiv figur, som er afbildet som ven og til tider fjende til Spider-Man fra Marvel Comics. Skabt af writer Stan Lee og tegner Steve Ditko, og figuren optrådte først i The Amazing Spider-Man #31 (december 1965).
I Spider-Man trilogien, bliver han spillet af skuespilleren James Franco.

## Fiktiv figur biografi
Som søn af indistruliasten Norman Osborn (som også er superskurken "Green Goblin"), bliver Harry ven og collegeværelseskammerat med den nørdede Peter Parker. Efter at have set hans fars kamp mod Spider-Man, i hvilken faren dør, sværger Harry, at han vil tage hævn over helten. Efter Harry opdager, at det er Peter, der er Spider-Man, bliver Harry helt psykotisk og overtager hans fars plads som "Green Goblin", nu bare som "New Green Goblin". Selvom at Harry ofrer sit eget liv for Peter, og en ændring i virkeligheden gør at Harry undgår døden, og bliver Peters ven igen.

## Opvækst
Harry blev født i New York City til indistrualisten Norman Osborn og hans kone, Emily. Desværre er fødslen hård for Emily, og hun dør efter en del års sygdom. Sønderknust forvandler Norman sig til en kold og uelskende far overfor Harry. Harry skulle resten af sit liv prøve på at vinde sin fars anerkendelse.
Da Harry har dimiteret fra high school, bliver han optaget på Empire State University. Blandt andet fordi han var en af de bedst velhavende elever på skole, bliver Harry snart et kendt ansigt på stedet, trods hans fjerne opførsel. Han får snart dannet en klike af andre rige elever omkring ham. En af disse elever er den smukke Gwen Stacy. Gwen bliver snart interesseret i en ny elev, den bogelskende nørd, Peter Parker. Pga. dette får Harry et ondt øje til Peter, fordi det nu ikke var ham der fik opmærksomhed fra Gwen, og han gik ud fra at Peter var så afvisende, fordi han var snobbet. Efter at have konfronteret Peter, opdager Harry at Peter er helt utrolig genert og bekymret for hans syge tante May. Trods deres lidt svære start, bliver Harry og Peter venner, og med tiden ender de med at dele en lukseriøs lejlighed. 
Hvad Harry ikke ved, er Peter er superhelten Spider-Man, som to gange har kæmpet imod hans far, som er blevet til Green Goblin pga. en ulykke i et laboratorium, under et forsøg på at fremstille et super-serum. Da Green Goblin opdager Spider-Mans rigtige identitet, afslører han overfor Spider-Man, også hvem han selv er. Forfærdet over at hans største fjende, er hans bedste vens far, falder Peters loyalitet under deres kamp. Osborn falder under kampen, hen ovenpå en elektrisktransformer, som gør at Norman får stød, og han glemmer alt det med, at han er Green Goblin. Spider-Man fjerner alt hans udstyr og kostume og håber, at dette bliver enden på Green Goblin.
Men med tiden kommer Normans hukommelse tilbage, og da han igen kæmper mod Spider-Man mister han igen hukommelsen. Dette er en vanskelig tid for Harry. Harry har eksperimenteret med stoffer, siden hans teenageår, og det bliver gradvist hårdere og hårdere stoffer han bruger, og dette har effekt på hans mentale helbred og hans vennekreds. Spider-Man bruger dette mod Green Goblin, og han fik stoppet deres kamp, ved at fortælle Norman om hans søn tilstand, som bliver bragt på bane pga. en kokain overdosis. Dette syn chokerer Norman, som trækker sig tilbage, og bliver der et stykke tid.
Der går dog ikke lang tid, for den stress, som fik Norman til at blive til Green Goblin, kommer igen. Harrys liv er faldet fuldstændig fra hinanden. Hans forhold til Peters ven, Mary Jane Watson er forbi, da hun slog op med ham, pga. hans selvdetruktive livsstil. En utrøstelig Harry vender tilbage til stofferne og får en LSD overdosis. Han overlevede, men denne tragedie, som skete på samme tid, som hans firma gik konkurs, drev Green Goblin over kanten. Han kidnapper Gwen, som lokkemad for Spider-Man, og smed hende ud fra George Washington Bridge, og da Peter trækker hende op med sit spind, er hun død. En kamp mellem Green Goblin og Spider-Man ender med, at Peter næsten ikke kan kontrollere sig selv, fra at slå Green Goblin ihjel. Goblinen indstiller så sin glider til at spidde Spider-Man, men vægkravleren når at hoppe væk, og glideren spidder Goblinen selv i brystet, og han dør. Peter var fyldt med sorg og skyld, men blev beroliget med det faktum at Green Goblin nu var død.